# Wangara
Wangara est une localité du département de Tiankoura, dans la province du Bougouriba (région du Sud-Ouest) au Burkina Faso. En 2006, cette localité comptait 573 habitants dont 53,4 % de femmes.